# Абдул Азим Болкиах
Абдул Азим Болкиах (малайск. Abdul Azim Bolkiah; 29 июля 1982, Бандар-Сери-Бегаван — 24 октября 2020, Бандар-Сери-Бегаван) — брунейский принц и продюсер, сын султана Хассанала Болкиаха.

## Биография
Родился 29 июля 1982 года в семье султана Хассанала Болкиаха и его второй жены Мариам Азиз. Получил начальное образование в Международной школе Брунея, а затем учился в Институте Рафаэля и университете Оксфорд Брукс.
В 2008 году принц был отправлен на обучение в Королевскую военную академию в Сандхерсте, которую он так и не закончил, бросив учёбу через неделю. 
Занимался благотворительностью, покровительствовал благотворительному фонду Make-A-Wish Foundation, в который в 2009 году были направлены вырученные средства от продажи, разработанных им сумок выходного дня. Принц Абдул Азим был известен тем, что призывал уважать людей с аутизмом, а также помогать семьям, члены которых страдают аутизмом.
Был продюсером лондонской кинокомпании Daryl Prince Productions, которая выпустила фильм «Ты не ты».
Скончался 24 октября 2020 года в возрасте 38 лет после продолжительной болезни. После его смерти был объявлен национальный траур, который продолжался семь дней; принц был похоронен в Королевском мавзолее.